# Regionalbahn

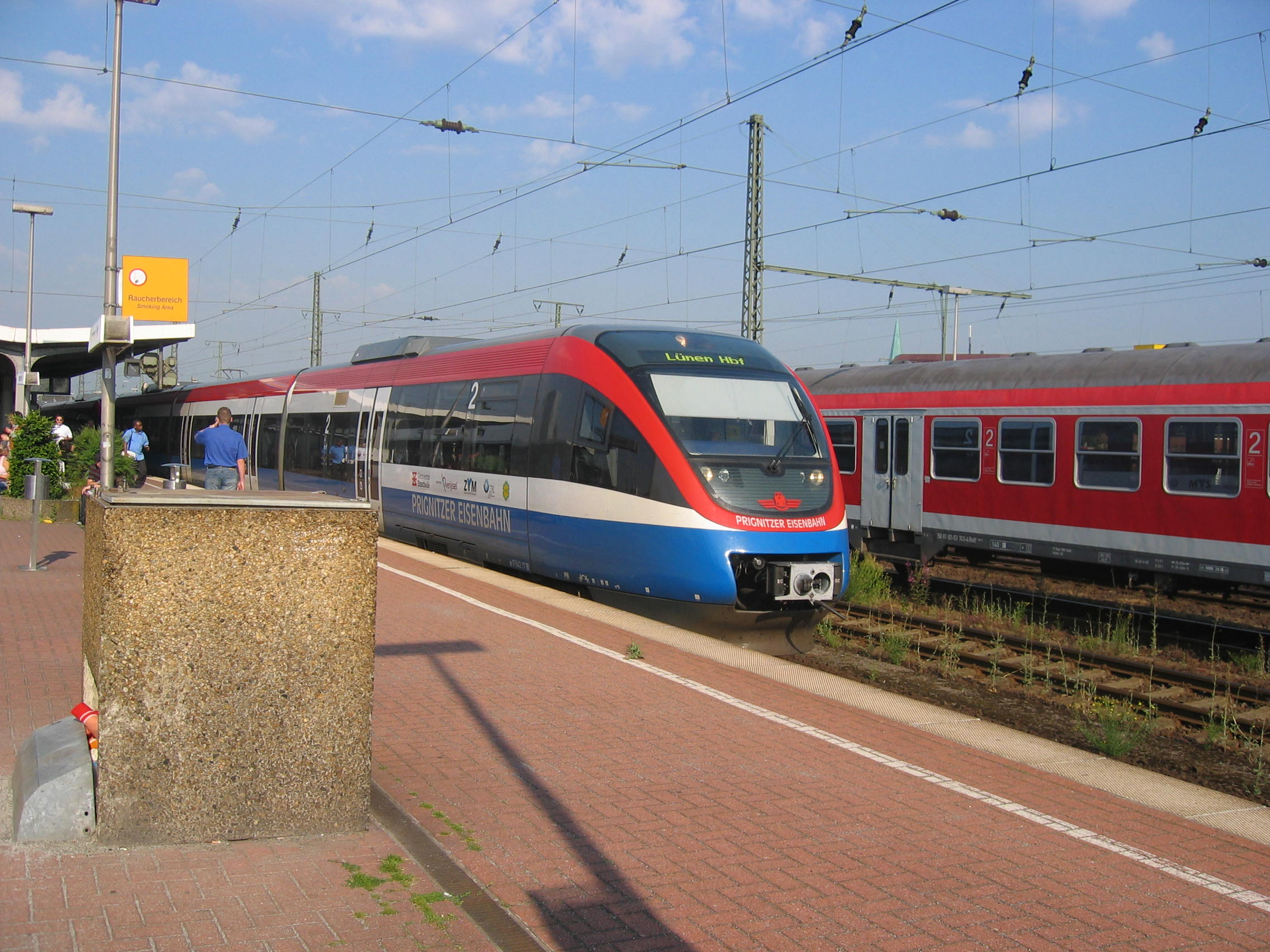
RB51 на вокзалі Дортмунда

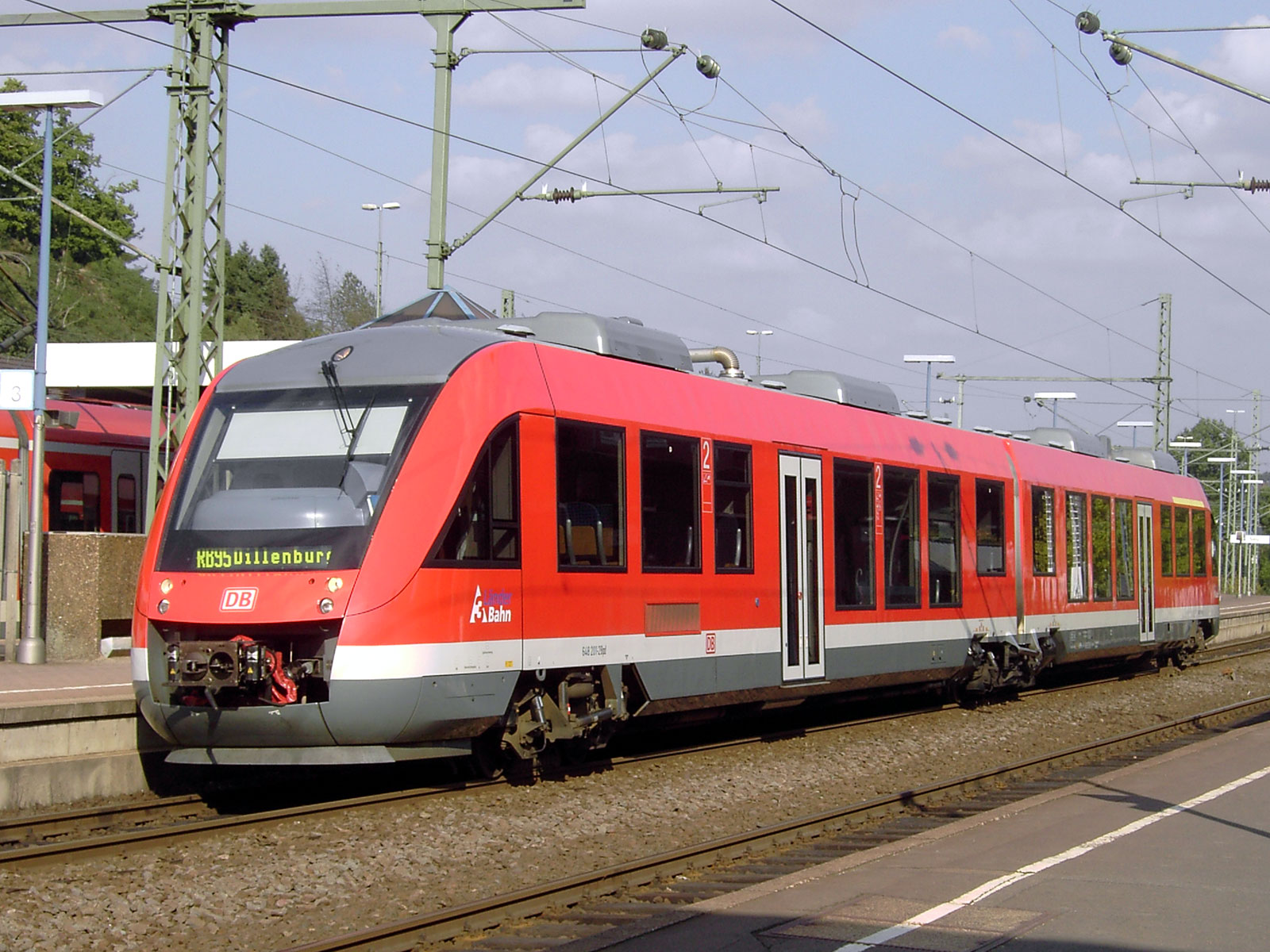
RB95 на станції Ау

Regionalbahn (RB, раніше RegionalBahn) — категорія залізничних потягів у Німеччині, що замінила приміські поїзди категорії N [] і P. RB є потягом місцевого сполучення, зазвичай зупиняються на всіх станціях, наявних на шляху проходження, тільки в разі сполучення з мережею S-Bahn пропускають дрібні зупинки. Здебільшого RB є повільнішим транспортом, ніж Regional-Express, потяги якого зупиняються тільки на великих станціях. Такт руху RB узгоджений з розкладом Regional-Express для забезпечення пересадок.
У законодавстві Німеччини також використовується термін Regionalbahn, проте там він позначає організацію, що забезпечують перевезення у регіональних транспортних мережах.
На більшості другорядних ліній Regionalbahn є єдиним засобом пересування. В останні роки такі маршрути часто передавалися приватним залізницям, так як можуть обслуговуватися і при наявності невеликого парку рухомого складу. Іноді деякі пункти зупинки на шляху прямування Regionalbahn оголошуються зупинками «на вимогу», про що пасажири додатково сповіщаються за допомогою внутрішнього зв'язку. До 2012 року, назва Regionalbahn (як і Regional-Express) використовувалося виключно потягами DB Regio AG. Приватні перевізники використовували зазвичай ім'я компанії як торгову марку: metronom (Me), Erfurter Bahn (EB) або Süd-Thüringen-Bahn (STB). З грудня 2012 року приватні компанії отримали право використовувати термін Regionalbahn для іменування своїх потягів. 
На більшості магістральних ліній Regionalbahn курсують разом з Regional-Express, які зупиняються тільки на великих станціях. У таких випадках RB часто обслуговують досить довгі маршрути (наприклад RB Галле — Айзенах - 165 км ).
На відміну від потягів далекого прямування, в RegionalBahn не завжди є провідник. У таких випадках вибірковий контроль оплати проїзду здійснюється зовнішньою службою. Ціни на проїзд — аналогічні RE.
Маршрути обслуговуються невеликими потягами, часто поступаються по місткості міському трамваю. Навіть на електрифікованих лініях нерідко використовуються дизельні «рейкові автобуси». Один з поширеніших типів рухомого складу - Siemens Desiro Classic.
Аналогами Regionalbahn є Regionalzug в Австрії, Regio в Швейцарії , Stoptrein в Нідерландах.